# Frankie e Johnny
Frankie e Johnny è un film del 1966 diretto da Frederick de Cordova ed interpretato da Elvis Presley nella parte del protagonista.

## Trama
Johnny si esibisce in numeri musicali su uno "showboat" che percorre il fiume Mississippi. Inoltre ha il vizio del gioco d'azzardo, e spesso finisce per sperperare la paga all'interno del casinò nel battello. Un giorno, insieme all'amico Cully, incontra una zingara che gli predice grande fortuna al gioco se al suo fianco avrà una ragazza dai capelli rossi. La troverà in Nellie Bly, ma ciò scatenerà le ire della ragazza di Johnny, Frankie, e del fidanzato di Nellie, Clint Braden. Un dipendente di quest'ultimo, credendo così di compiacere il proprio capo, sostituisce con un vero proiettile quello a salve che si trova in una pistola di scena che Frankie dovrà utilizzare in un numero musicale con Johnny durante lo spettacolo. Clint cerca di impedire l'incidente, ma arriva troppo tardi in teatro. Così Frankie sparerà a Johnny, me egli avrà salva la vita grazie a un portafortuna che si porta sempre dietro nel taschino del costume di scena, che fermerà la pallottola.

## Colonna sonora
I brani del film: Come Along; Petunia the Gardener's Daughter (cantata con Eileen Wilson); Chesay; What Every Woman Lives For; Frankie and Johnny (cantata con Eileen Wilson); Look Out Broadway (cantata con Eileen Wilson e Ray Walker); Beginner's Luck; Down By the Riverside / When the Saints Go Marching In; Shout It Out; Hard Luck; Please Don't Stop Loving Me; Everybody Come Aboard.
Tutti i brani vennero pubblicati all'epoca sull'LP Frankie and Johnny (LPM/LSP 3553).
Venne anche realizzato il singolo Frankie and Johnny / Please Don't Loving Me (47-8780).
Nel 1993 vennero pubblicati sul CD Frankie And Johnny & Paradise Hawaiian Style (serie Double Feature) senza bonus tracks.
Nel 2003 l'album originale venne ristampato su CD (serie Follow That Dream) con grafica originale e l'aggiunta di 15 versioni alternative.